# کاپیتان قراگز
کاپیتان قراگز (به فرانسوی: Capitaine Karagheuz) نمایشنامه‌ای است از لویی گولیس از سالِ ۱۹۵۹ میلادی.

## به فارسی
جلال ستّاری و داوود رشیدی این نمایشنامه را به فارسی درآورده و سالِ ۱۳۴۲ در مجلّهٔ آرش در تهران منتشر کردند. این متن در کتابِ درخت تبریزی دوّم و چند نمایشنامه دیگر (۱۳۹۲) آمده است.
این ترجمه در مهرِ ۱۳۴۲ با بازیِ علی نصیریان و جمشید مشایخی و جعفر والی و فخری خوروش و فهیمه راستکار و پرویز کاردان و منوچهر فرید و فرزانه تأییدی و مهین شهابی و با کارگردانیِ رشیدی در تالارِ فرهنگِ تهران به نمایش درآمد.